# Christoffelturm (Worms)

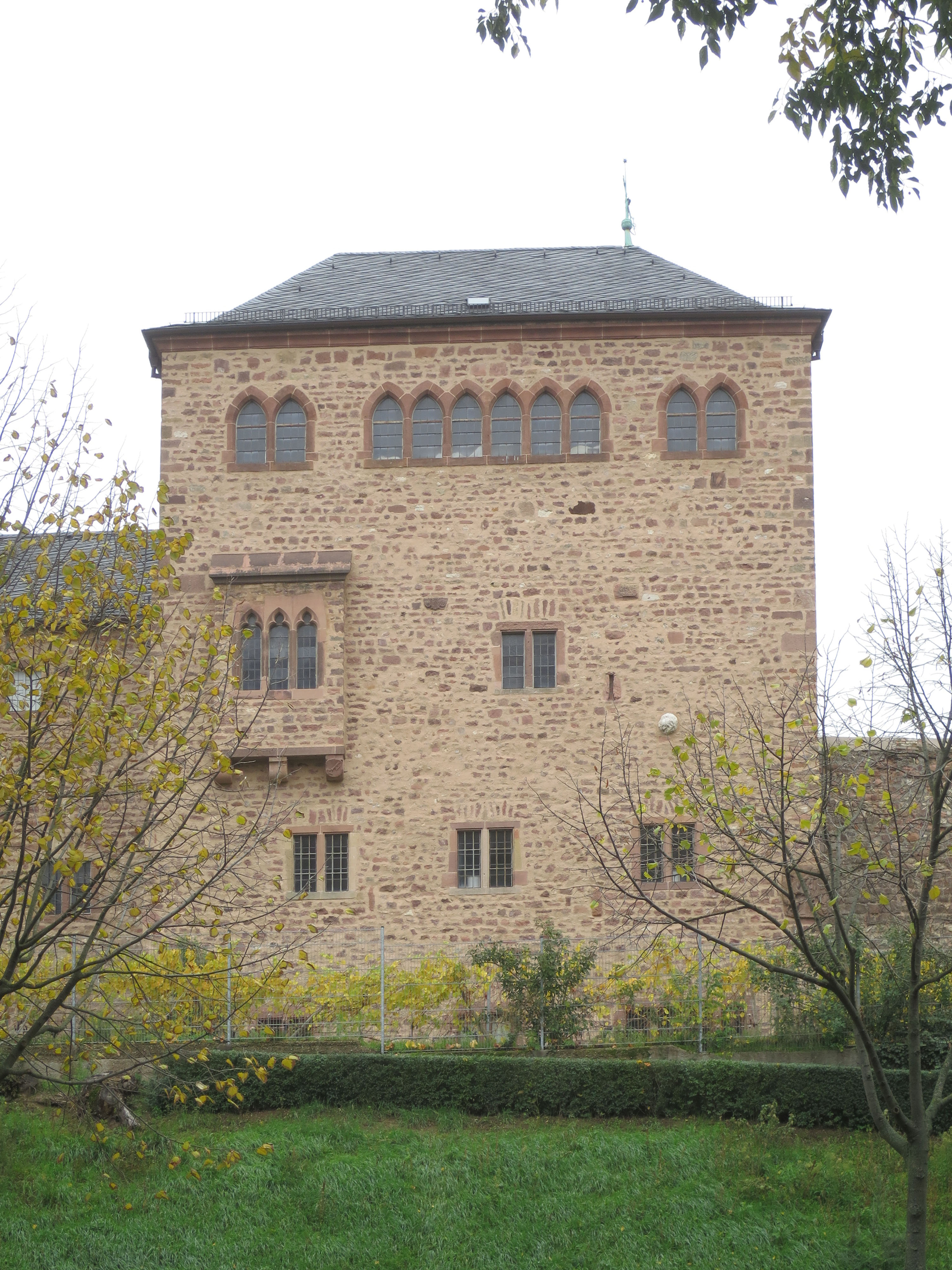
Christoffelturm

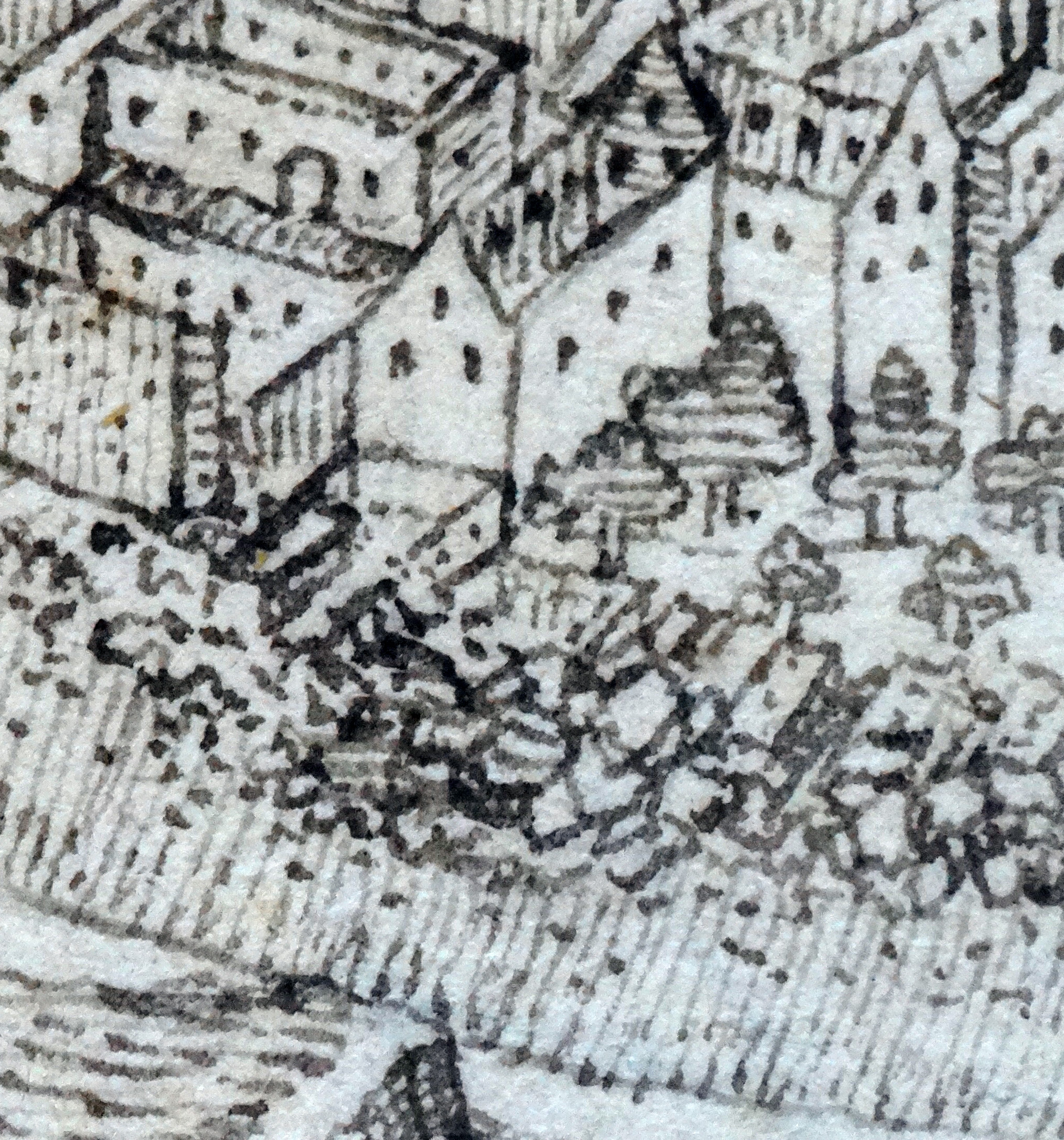
Christoffelturm nach der Zerstörung 1689 – eine nach dem archäologischen Befund wohl übertriebene Darstellung

Der Christoffelturm (auch: Christophelturm) war ein Turm im Südabschnitt des inneren Mauerrings der Stadtbefestigung Worms. Er gehört heute zum Museum von Worms.

## Geschichte
Historische Quellen zu dem Turm liegen erst ab dem 17. Jahrhundert vor, was aber nichts mit dem Alter des Turms, sondern mit der lückenhaften Quellenlage aus der Zeit vor der Stadtzerstörung 1689 zu tun hat. Bei Bauuntersuchungen, die 2013 durchgeführt wurden, konnten auch Reste hochmittelalterlichen Mauerwerks festgestellt werden. Der Turm gehört zu einem Mauerabschnitt, der im frühen 10. Jahrhundert errichtet wurde. Ob er ebenfalls dieses Alter aufweist, ist aber nicht belegt. Der Turm wurde von den französischen Besatzern im Zuge des Pfälzischen Erbfolgekriegs 1689 gesprengt, wobei der obere Teil des Turms zerstört wurde. Die Zeichnung von Peter Hamman, die den Turm als überwiegend zerstört darstellt, wird danach als übertrieben gewertet. Inwieweit der Turm im 18. Jahrhundert wieder aufgebaut und / oder repariert wurde, ist nicht bekannt.
Die oberen Geschosse wurden zum heutigen Zustand erst in den 1920er Jahren in Zusammenhang mit der musealen Nutzung ergänzt. Der Turm gehört heute zum Museum der Stadt Worms, ebenso wie das benachbarte Andreasstift.

## Gebäude
Der Turm besteht heute nur in seinem unteren Bereich aus mittelalterlichem Mauerwerk. Er war 23 m hoch. Der für einen Turm der Stadtmauer sehr große Grundriss hat zu der Vermutung Anlass gegeben, dass er ursprünglich ein Wohnturm gewesen sein könnte.
Zahlreich sind die eingefügten Spolien – nahezu alle in Mauerteilen, die beim Wiederaufbau in den 1920er Jahren eingefügt wurden. Auch alle Fenster wurden neu eingebaut, die gotischen Fenster aus dem Südflügel des Kreuzgangs des Andreasstiftes hierher transloziert und die Wetterfahne stammt von einem historischen Hafenkran am Rhein. Als Spolie ist weiter ein skulptierter Eckstein eingefügt, der auf beiden Seiten zwei Drachen, die ein Wormser Schlüsselwappen halten, und die Jahreszahl 1667 zeigt. Er stammt von einer unbekannten Stelle aus den Festungsanlagen. Auch der Erker an der Südseite ist eine freie Einfügung aus den 1920er Jahren.